# Buprorus loveni
Buprorus loveni – gatunek morskiego widłonoga z rodziny Buproridae.
Gatunek ten opisał w 1859 roku szwedzki zoolog Tamerlan Thorell, tworząc dla niego nowy rodzaj Buprorus i rodzinę Buproridae. Autor podał, że skorupiaki te występują w jamach skrzelowych żachw Ascidia mentula i A. aspersa (obecna nazwa: Ascidiella aspersa). Holotypowa samica mierzyła prawie 0,75 mm, samiec pozostawał nieznany. Miejsce typowe znajduje się u wybrzeży Bohuslän w południowo-zachodniej Szwecji. W 2002 roku Marczenkow i Boxshall dokonali ponownego opisu samicy na podstawie 35 okazów pozyskanych z żachw Ascidia, w tym Ascidia obliqua, złowionych w następujących miejscach: na szelfie kontynentalnym w Mauretanii, u wybrzeży Tromsø w Norwegii i Kristinebergu w Szwecji.